# Hydraena huangshanensis
Hydraena huangshanensis är en skalbaggsart som beskrevs av Manfred A. Jäch och Díaz 2005. Hydraena huangshanensis ingår i släktet Hydraena och familjen vattenbrynsbaggar. Inga underarter finns listade i Catalogue of Life.